# Carmen Violeta
Carmen Violeta, nome artístico de Germana Barbosa (Santana do Livramento, 1 de setembro de 1908 - Rio de Janeiro, 11 de junho de 2005) foi uma atriz de cinema brasileiro.
Filha de trabalhador da estrada de ferro, ainda jovem, Carmen Violeta sai do Rio Grande do Sul com destino ao Rio de Janeiro, onde inicia sua carreira artística através da dança e do canto lírico. Em 1929, estréia nas telas de cinema em um papel grande, já tendo feito participação pequena no filme Brasa Dormida de 1928.
Já nos anos 30, a Cinédia, primeiro estúdio brasileiro de grande porte, do produtor e diretor Adhemar Gonzaga, teve sua galeria de musas e Carmem Violeta foi uma dessas estrelas de primeira grandeza do cinema mudo.

## Carreira

### Cinema
| Ano  | Título               | Personagem         |
| ---- | -------------------- | ------------------ |
| 1928 | Brasa Dormida        | —                  |
| 1929 | Barro Humano         | Dançarina de tango |
| 1930 | Lábios sem Beijos    | —                  |
| 1931 | O Preço de Um Prazer | —                  |
| 1931 | Mulher               | Carmem             |
| 1933 | Onde a Terra Acaba   | —                  |